# ابوتراب جلی
ابوتراب جلی در سال ۱۲۸۷ شمسی در شهر دزفول متولد شد، هر چند که خودش سال تولدش را ۱۲۹۸ ذکر کرده‌است. جلی در خانواده‌ای اهل ادب و فرهنگ با پدری شاعر و صاحب کتاب و اهل منبر رشد یافت.

## کودکی
ذوق بی‌حدّ جلی در سرودن شعر از همان کودکی متجلّی شده و اوّلین قصیدهٔ خود را در ۹ سالگی سرود. «جلی» خود در این باره می‌گوید: «... خانه‌ای که ما در خوزستان داشتیم، کتابخانه‌ای داشت پر از کتاب‌های ادبی و دیوان شعرا و کار من هم مطالعهٔ اینها بود، بنابراین تأثیرپذیری‌ام از همان‌جا شروع شد. از همان موقع من شعر می‌گفتم، شعرهایم هم واقعاً قابل خواندن بود و مردم تشویقم می‌کردند و این تشویق‌ها بیشتر سبب می‌شد که من شعر بگویم. خیلی شعرها گفتم که از بین رفتند… ولی تکّه‌پاره‌هایی از آنها یادم می‌آید ولی من واقعاً حتّی قبل از ۹ سالگی شعر می‌گفتم، شعرهایم هم از اشعار امروز من کمتر نیستند، چون یک قصیده‌ای ساخته بودم در ۱۰–۹ سالگی و الآن که فکر می‌کنم نمی‌توانم آن‌طور بگویم.»

## فعالیت‌ها
«ابوتراب جلی» از سال ۱۳۱۸ با روزنامه عراق که در اراک امروزی منتشر می‌شد آغاز به همکاری کرد و با قصیدهٔ «راه‌آهن» که در سال ۱۳۱۹ سرود به شهرتی همه‌گیر دست یافت. وقتی در سال ۱۳۲۳ ساکن تهران شد، هدفش فقط همکاری با مطبوعات و فعّالیّت‌های فرهنگی بود. از این رو پس از انتشار روزنامه «چلنگر» با مدیریت محمّدعلی افراشته همکاری خود را با آن نشریه آغاز کرد. «جلی» در طی همکاری خود با چلنگر مثنوی معروف «کتاب ابراهیم (ع)» و «موسی (ع)» را سرود که یکی از شاهکارهای طنز فارسی است.
او با نشریه توفیق نیز همکاری داشت و در آنجا اشعار و مطالب طنز چاپ می‌کرد و تا آخرین شمارهٔ توفیق (۱۳۵۰) این همکاری ادامه داشت. او در توفیق علاوه بر نام اصلی خود با امضاهای مستعاری مانند: خفی، رنجبر، خوشه‌چین، مجید کامروا، جلیل، ندا، شرر، فلانی، بازیگوش، مزاحم و … آثار خود را منتشر می‌کرد. «جلی» در هفته‌نامه توفیق سال ۱۳۴۹ سرودن مثنوی «کتاب علی (ع)» را که جنبه فکاهی نداشته و بیشترش ذکر وقایع است، آغاز کرد
ابوتراب جلی در سال ۱۳۳۰، خود به انتشار نشریه‌ای طنز به نام «شبچراغ» پرداخت، امّا بنا به نوشتۀ پژوهشی بهمن زبردست در شمارۀ 125 فصلنامۀ نگاه نو ظاهراً حدود ۲۰ شماره بیشتر از آن را به چاپ نرساند. «جلی» غیر از نشریات چلنگر و توفیق با نشریه «ماه» نیز همکاری داشت و پس از تعطیلی «شبچراغ» به نشریه «ماه» رفت.
جلی بعد از انقلاب اسلامی نیز فعالیت‌های قلمی خود را ادامه داد. مدت‌ها با اسم مستعار «ونداد» مقالاتش را در روزنامه‌ها به چاپ می‌رساند و پس از آن نیز اشعار و مقالات طنز خود را در روزنامه «نهیب آزادی» چاپ می‌کرد. طنزهای منتشر شده در این دوران، بعدها در دو کتاب با عنوان «خروس بی‌محل» و «دوالپا» انتشار یافت. در آبان ماه ۱۳۶۹ که اوّلین شماره هفته‌نامه طنز گل‌آقا با مدیریت کیومرث صابری فومنی منتشر شد، از همان ابتدا ابوتراب جلی همکاری خود را با گل‌آقا آغاز کرد و اشعارش با امضاهای مستعار «مزاحم»، «فلانی»، «جلیل» و … در هفته‌نامه و داستان کوتاه طنزش در ماهنامه گل‌آقا به چاپ رسانده می‌شد.

## مرگ
«ابوتراب جلی» از استادان شعر فارسی با بیش از هفتاد سال فعالیت فرهنگی و طنزنویسی مستمر، در ۱۴ خرداد ۱۳۷۷ و در آستانه ورود به ۸۰ سالگی در تهران دار فانی را وداع گفت و در بهشت زهرای تهران در آرامگاه شماره ۹۵۳ به خاک سپرده شد.